# Enrico Degano
Enrico Degano (Gorizia, 11 marzo 1976) è un ex ciclista su strada italiano, professionista dal 1999 al 2008.

## Carriera
Passato professionista dal 1999, ha subito dimostrato di essere un buon velocista. Ha corso dal 1999 al 2002 con la Navigare-Gaerne (dal 2000 al 2002 nota come Ceramiche Panaria-Fiordo), nel 2003 con la Mercatone Uno-Scanavino, dal 2004 al 2007 con il Team Barloworld e nel 2008 con la Miche-Silver Cross. Nei dieci anni da pro ha colto 20 successi, tutti in corse di medio livello; gli manca la vittoria di tappa in un grande Giro, non essendo andato oltre un terzo posto di tappa a Strasburgo al Giro d'Italia 2002.

## Palmarès
- 1997 (Dilettanti)

1ª tappa Kroz Hrvatsku (Vinkovci > Osijek)
- 1998 (Dilettanti)

Coppa Fratelli Paravano
Coppa Città di Melzo
- 1999 (Navigare, tre vittorie)

2ª tappa Tour de Langkawi (George Town)
3ª tappa Tour de Langkawi (Kota Tinggi > Pekan)
7ª tappa Giro di Slovenia (Radenci > Beltinci)
- 2000 (Panaria, due vittorie)

3ª tappa Settimana Ciclistica Internazionale (Montecatini Terme > Ferrara)
2ª tappa GP Jornal de Noticias (Vila Real > Mirandela)
- 2001 (Panaria, due vittorie)

2ª tappa Tour de Langkawi (Gerik > Kota Baharu)
5ª tappa Tour de Langkawi (Pekan > Kota Tinggi)
- 2002 (Panaria, una vittoria)

3ª tappa Tour de Langkawi (Ipoh)
- 2003 (Mercatone Uno,  due vittorie)

9ª tappa Corsa della Pace (Bad Elster > Erfurt)
5ª tappa Ster Elektrotoer (Sittard-Geleen > Schijndel)
- 2004 (Barloworld, tre vittorie)

Criterium d'Abruzzo
3ª tappa Brixia Tour (Bettole di Buffalora > Manerbio)
5ª tappa Tour of Britain (Londra > Londra)
- 2005 (Barloworld, due vittorie)

1ª tappa Ster Elektrotoer (Schijndel > Nuth)
5ª tappa Ster Elektrotoer (Buchten > Eindhoven)
- 2006 (Barloworld, quattro vittorie)

1ª tappa GP Internacional Costa Azul (Alcochete > (Montijo)
4ª tappa GP Internacional Costa Azul (Sines > (Santiago do Cacém)
2ª tappa Volta ao Alentejo (Mora > Mora)
1ª tappa GP CTT Correios de Portugal (Vila Nova de Gaia > Figueira da Foz)
- 2007 (Barloworld, una vittoria)

1ª tappa GP CTT Correios de Portugal (Póvoa de Varzim)

### Altri successi
- 2000 (Panaria)

Gran Premio Ceda (Circuito)
- 2004 (Barloworld)

Carnival City (Criterium)

## Piazzamenti

### Grandi Giri
- Giro d'Italia

2000: ritirato (14ª tappa)
2001: ritirato (11ª tappa)
2002: 138º
- Tour de France

2007: ritirato (7ª tappa)
- Vuelta a España

2001: ritirato (6ª tappa)